# Ådalen
För andra betydelser, se Ådalen (olika betydelser).

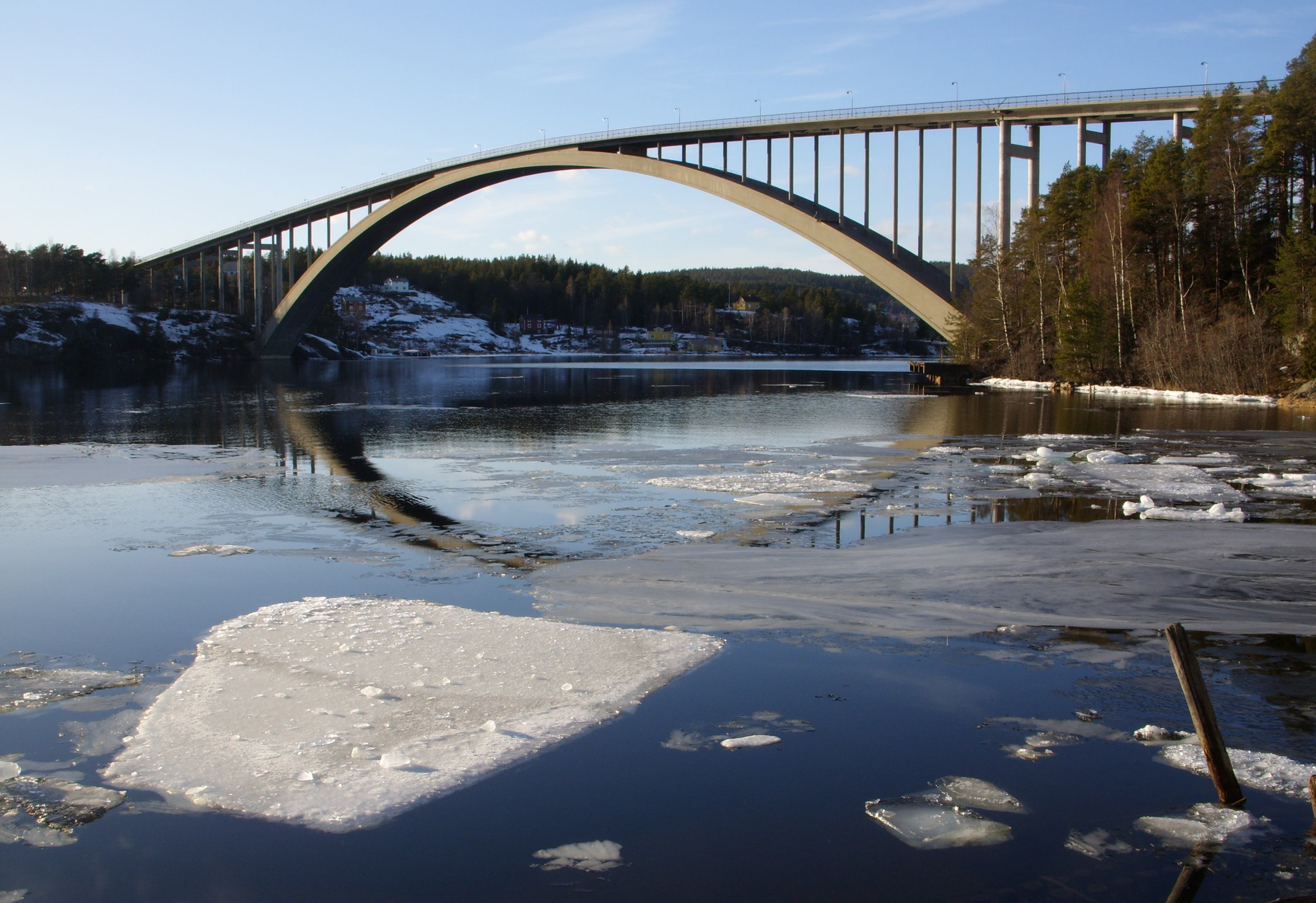
Ångermanälven vid Sandöbron en vårvinterdag 2008.

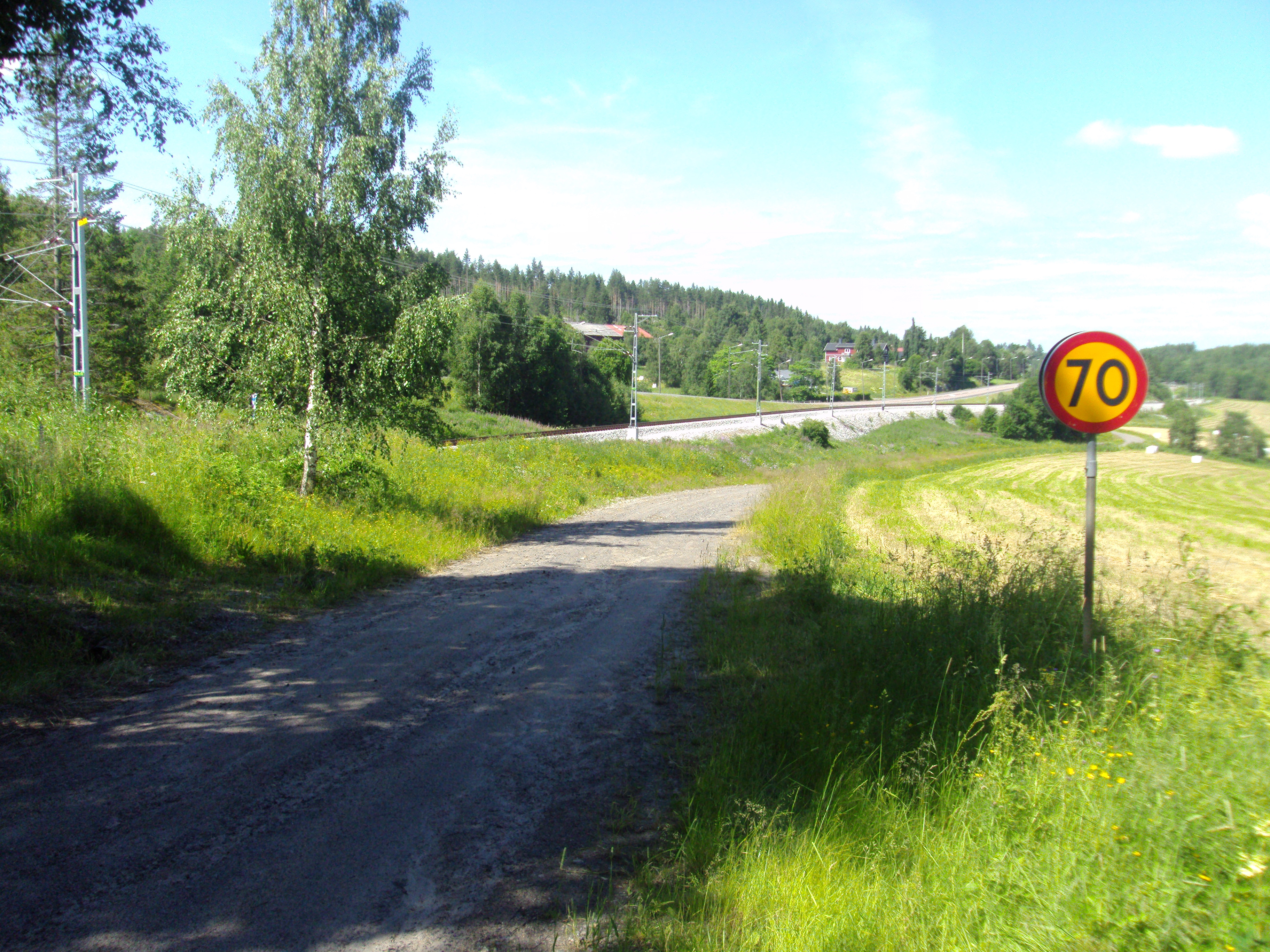
Strömnäs sydost om Kramfors en sommardag 2011. Ett känt fotografi från Ådalsdemonstrationerna togs här drygt 80 år tidigare.

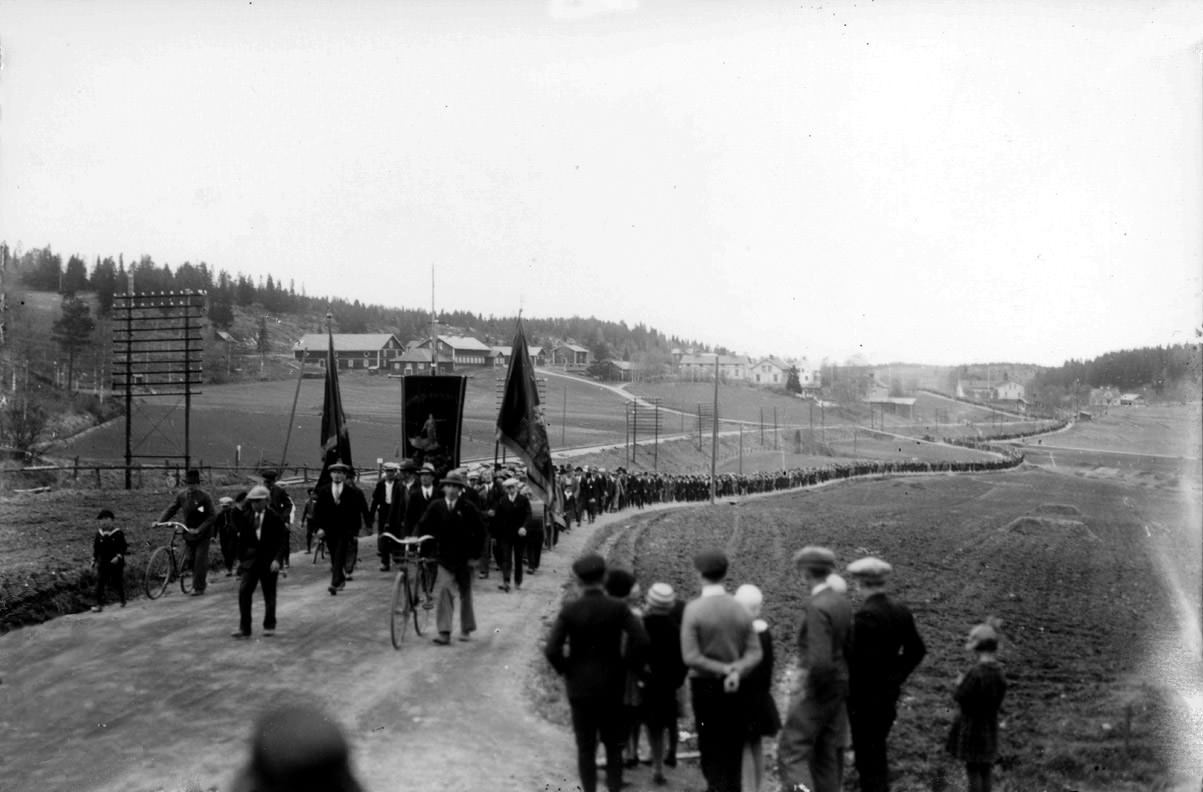
Bild av demonstrationståget tagen strax före klockan 15 den 14 maj 1931. Några minuter senare hade fem människor skjutits till döds av militären, och lika många sårats.

Ådalen är Ångermanälvens dalgång mellan Junsele och Bottenhavet, uppdelad i övre och nedre Ådalen. Den ligger i sin helhet i landskapet Ångermanland. 
Området blev omskrivet av bland andra Pelle Molin i Ådalens poesi, och i senare tider av Birger Norman och Mauritz Edström. Nedre Ådalen, där älven bildar en bred mynningsvik, är känd bland annat för Ådalshändelserna i maj 1931 och för sitt industriella arv.
Området var före industrialiseringens genombrott under 1800-talet en isolerad trakt med liten befolkning och tidsödande restider mot omvärlden på grund av naturen med många vikar och berg. Ökad efterfrågan på timmer till husbyggen, pitprops för att staga upp gruvgångar och järnvägssyllar skapade en snabb utveckling årtiondena kring 1900. Ångfartyg, telegraf och järnväg band samman Ådalen både inom och utom regionen. Efter en snabb tillväxt inom sågverksindustrin kom massaindustrins genombrott.
Från mellankrigstiden och framåt har genom rationaliseringar antalet sågverks- och massaanläggningar minskat, liksom antalet arbetstillfällen. Detta har påverkat befolkningsutvecklingen  i området i negativ riktning.

## Tätorter
I Ådalen finns flera tätorter – bland annat Junsele, Näsåker, Sollefteå, Nyland, Bollstabruk, Kramfors, Lunde och Ramvik – varav de flesta vuxit upp kring industrin. Ådalen ligger huvudsakligen i Sollefteå kommun och Kramfors kommun. Ångermanälvens mynning kring Högakustenbron och Hemsön ligger delvis i Härnösands kommun.

## Broar
Ådalen har två kända broar, Högakustenbron och Sandöbron. Högakustenbron, eller Vedabron som den även kallas, korsar Ådalen nära älvmynningen. Längre västerut ligger Sandöbron, där E4 gick innan Högakustenbron byggdes.